# Молчанка (игра)
Молча́нка — неподвижная детская игра, в которой проигрывает тот, кто первый заговорит; жанр детского потешного фольклора. Число участников не ограничено.
Как заметила М. С. Старченко, «Весь интерес этой игры выражен словом и в слове, действие практически отсутствует». Испытанию молчанием предшествует призывающий к нему текст, содержащий «яркие, образные картины», как правило юмористического содержания. Пример текста:
Кошка сдохла,

Хвост облез,

Кто промолвит,

Тот и съест.

Сорок амбаров

Сухих тараканов,

Сорок кадушек

Солёных лягушек,

Сорок ковшей

Зелёных соплей.

Молчанка началась.

Чок, чок —

Двери на крючок.
 Тексты зачастую содержат грубые моменты, которые у взрослых вызывают отвращение и омерзение, а у детей — веселье. Пример:
Шёл солдат из боя,

Нёс бутылку гноя.

Кто пикнет,

Тот и выпьет.
Длина текстов от 2 строк до более 11, чаще 4-6. Рифма обычно парная, что облегчает запоминание и замену текста в случае забывания изначального. Ритм схож с ритмом считалки (как и некоторые тексты), слова произносятся речитативом. Тексты как правило содержат зачин — начало собственно игрового текста (первая строка в нижеследующем примере), условия игры (вторая и третья строки) и строку, после которой должно наступить молчание (четвёртая строка):
Чок-чок,

Зубы на крючок,

А язык на полочку.

Молчок.
В игре выделяется три этапа: произнесение текста, молчание с попытками ведущего или игроков с помощью жестов и мимики рассмешить участников (лучше всего срабатывает показывание языка) и, наконец, всеобщий смех. Если молчание затягивается, то игра теряет смысл. Тому, кто нарушит молчание, часто оговаривается наказание, например, прокукарекать, залаять, пробежать, рассказать анекдот, изваляться в снегу, получить щелчок в лоб. По наблюдению Г. С. Виноградова, в этой игре «прелюдия разрастается настолько, что заслоняет собою <…> самую игру, перенося в действие только конец её, развязку».
Тексты молчанок относительно стабильны, с некоторыми изменениями переходят из одного детского поколения в другое. Традиционные тексты бытуют среди детей 4-9 лет, у 10-13-летних они зачастую упрощаются до простых повествовательных предложений, например, «Кто скажет слово, тот лысая корова». В современных молчанках заметно влияние литературных текстов, вплоть до заимствования целых отрывков. По данным Омской области, самым популярным текстом является следующий (50 вариантов среди 128 тестов):
Ехали татары,

Кошку потеряли.

Кошка сдохла,

Хвост облез,

Кто промолвит,

Тот и съест.
Помимо развлекательной, молчанка выполняет и воспитательную функцию. По мнению М. С. Старченко, «в игре развиваются волевые качества ребёнка, вырабатывается умение следить за своим поведением, владеть своими чувствами и эмоциями». К молчанкам часто прибегают взрослые с целью установить порядок в детском коллективе. Соответствующий пример текста:
В детском садике у нас тихий час.

Это значит, нам нужна ти-ши-на.

Мы сказали: «Чок-чок-чок,

Спи, упрямый язычок»,

Потому что к нам пришла

Ти-ши-на.